# Lipotriches basipicta
Lipotriches basipicta är en biart som först beskrevs av Wickwar 1908.  Lipotriches basipicta ingår i släktet Lipotriches och familjen vägbin. Inga underarter finns listade i Catalogue of Life.